# Altenbergsteg
Der Altenbergsteg ist eine kleine Hängebrücke für Fussgänger über der Aare in der Stadt Bern. Sie verbindet die Altstadt von Bern mit dem nördlich gelegenen Altenberg.

## Geschichte
Bevor die Kettenbrücke 1857 errichtet wurde, befand sich an derselben Stelle seit 1834 eine Holzbrücke mit Zollhaus. Zuvor wurde die im Jahre 1823 eingeführte Fähre genutzt, um die Aare zu überqueren. Der Steg liegt nur einige Meter seitlich verschoben unterhalb der 1898 eröffneten – jedoch viel höheren – Kornhausbrücke.
Der Altenbergsteg ist eine der ältesten Hängebrücken und ein Kulturgut von nationaler Bedeutung, KGS–Nr. 666.

## Nur für Fussgänger
Die Überquerung der Brücke mit Fahrzeugen wie Motorfahrrad oder Fahrrad ist untersagt. Ausserdem ist auf dem Steg, obschon er Bestandteil des Laufparcours «Allez Hop-Träff» ist, das Joggen verboten. Aarebadende nutzen den flussaufwärts vom Freibad Lorraine gelegenen Steg, um in das kühle Nass der Aare zu springen.

## Impressionen

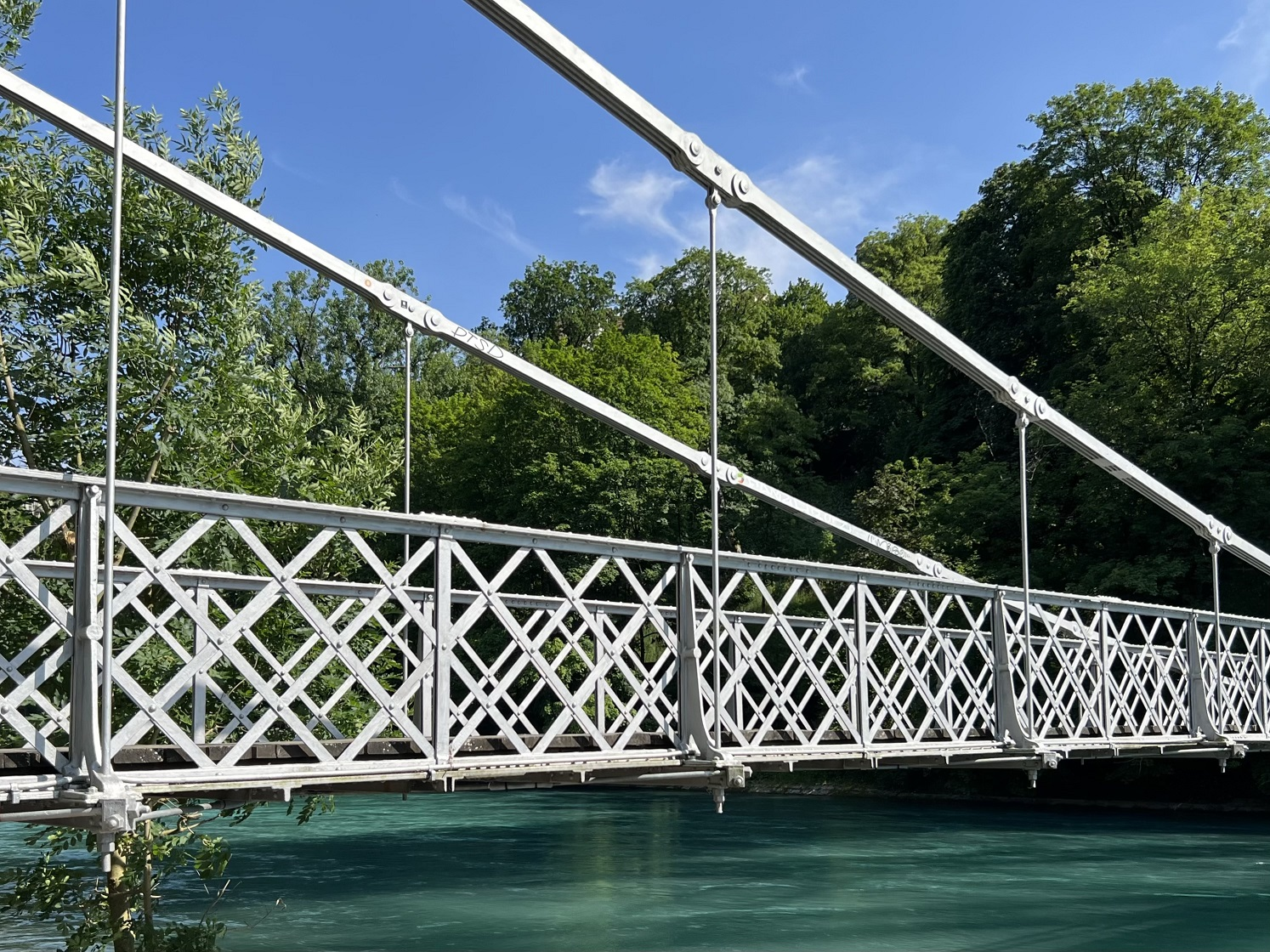
Detail der Konstruktion der Brücke
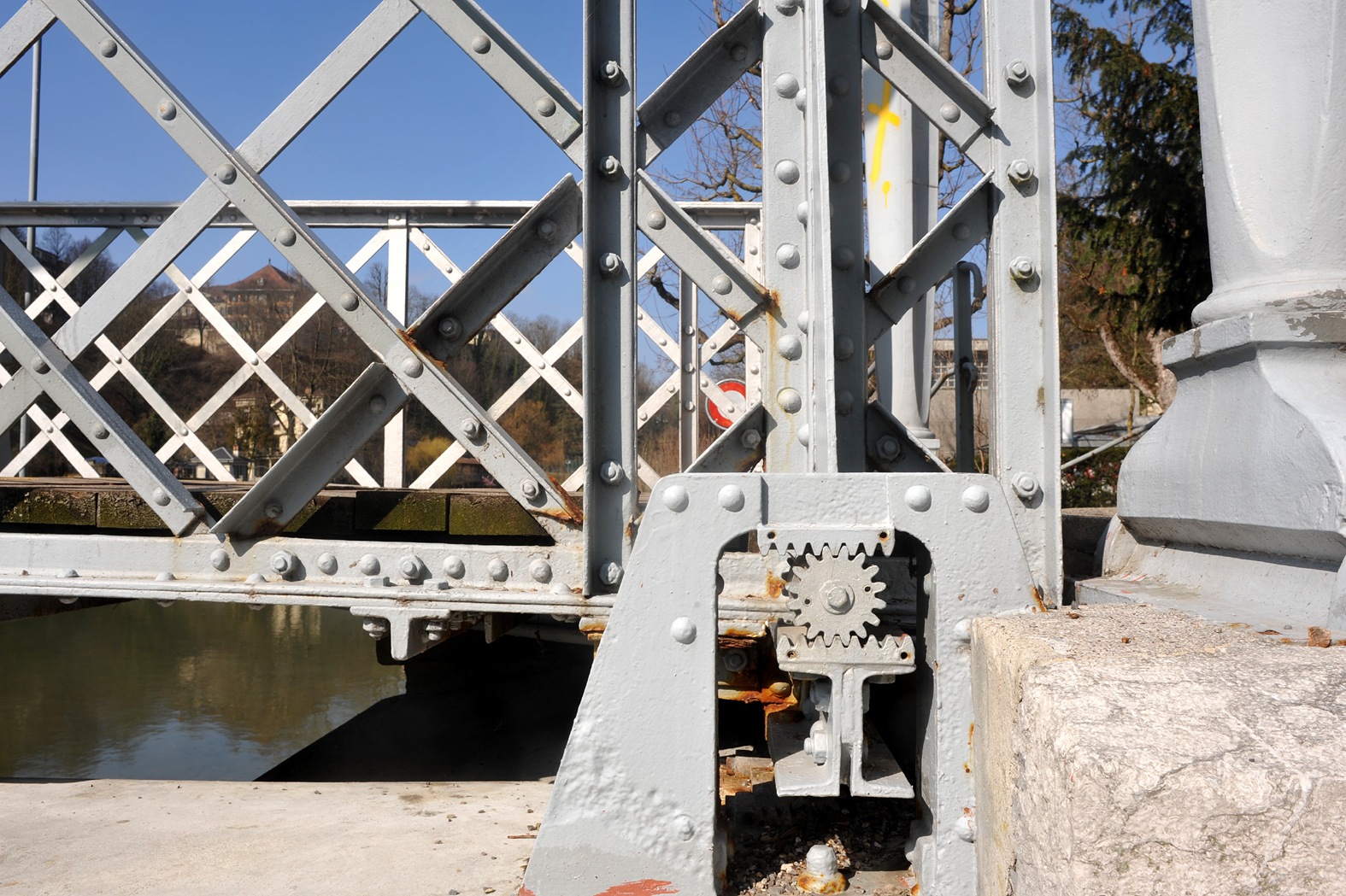
Detail Parallelführung Längsausgleich am Nordufer
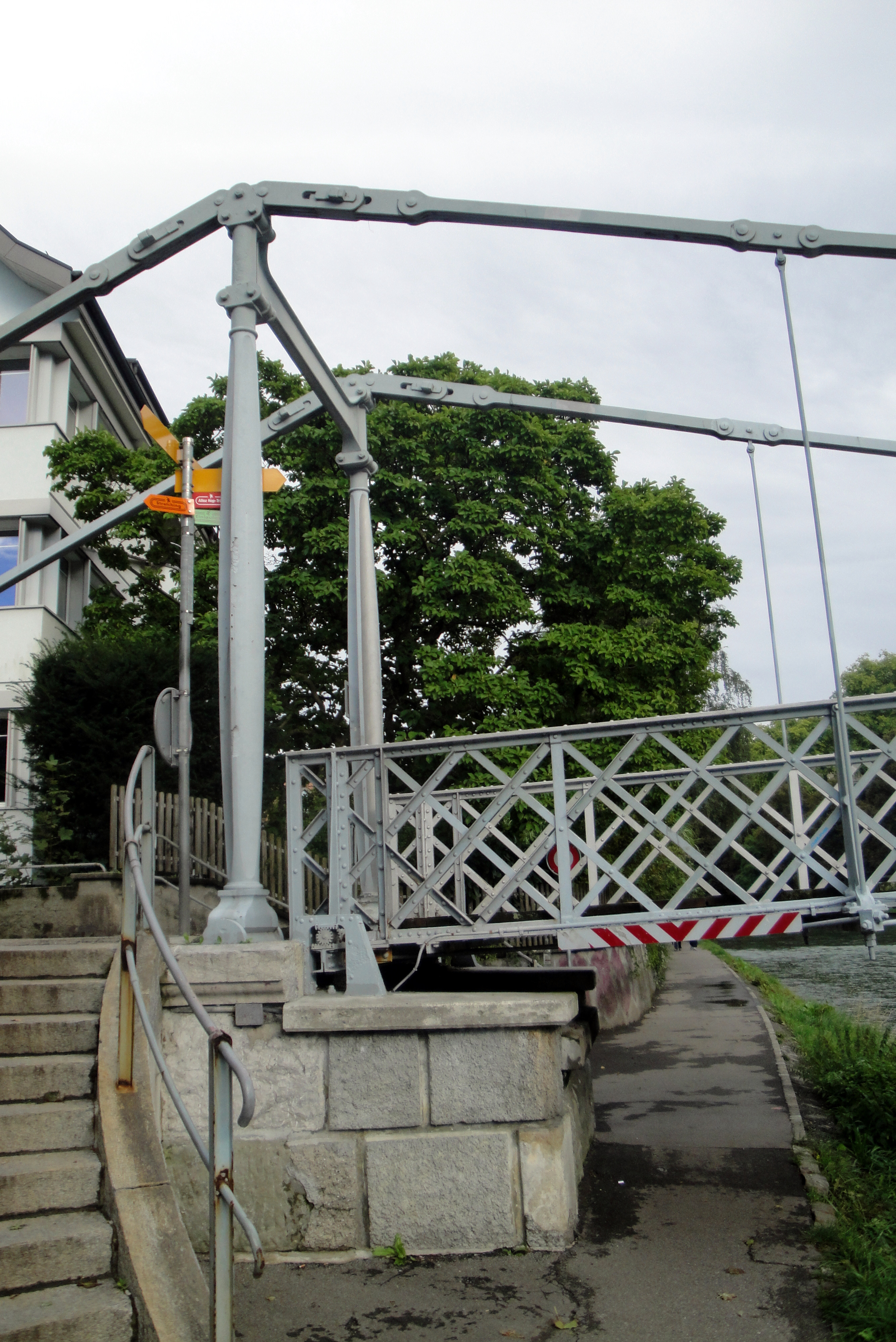
Brückenkopf Nordufer
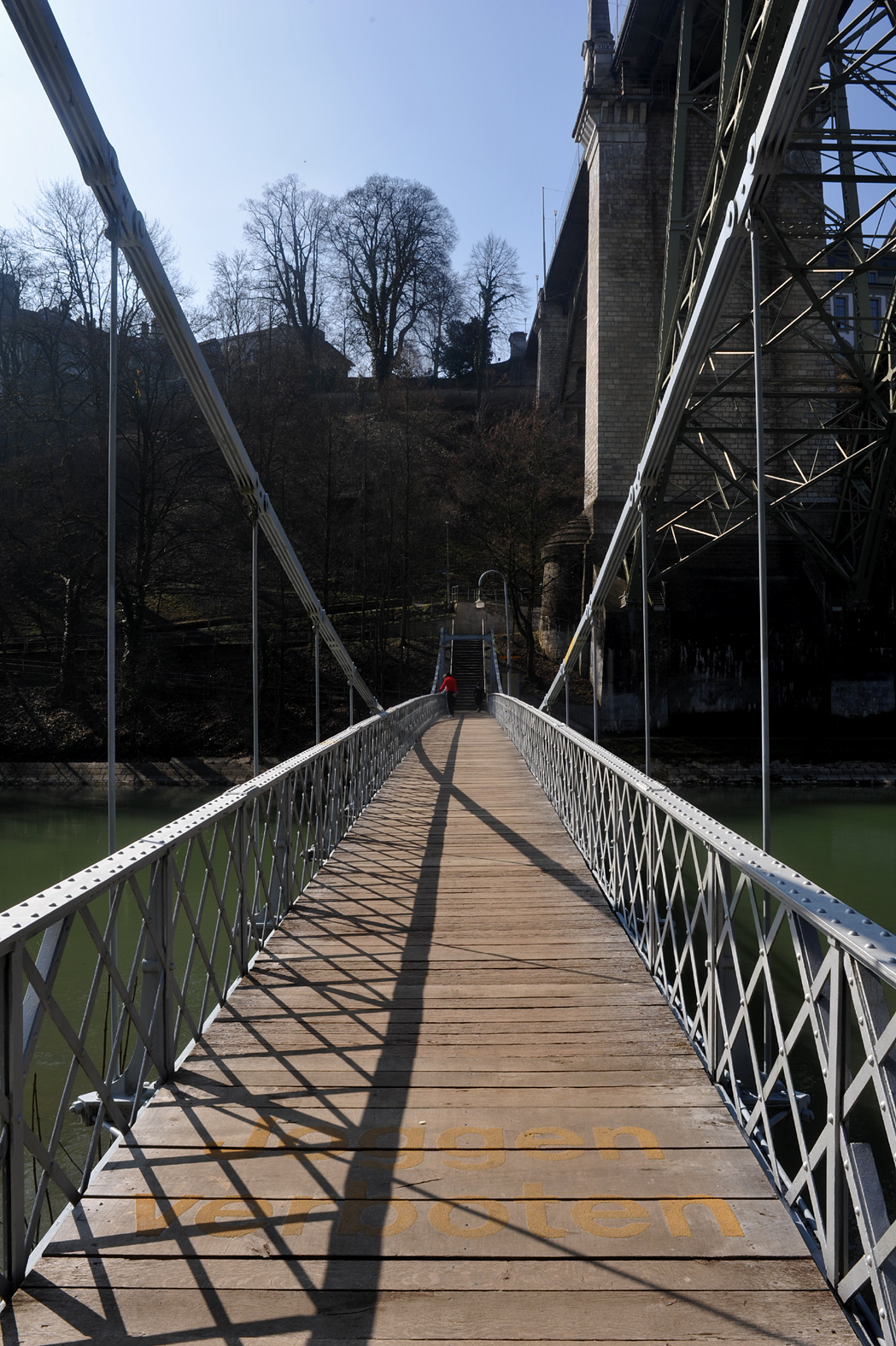
Gehfläche mit Holzbrettern und Gitterträger als Geländer
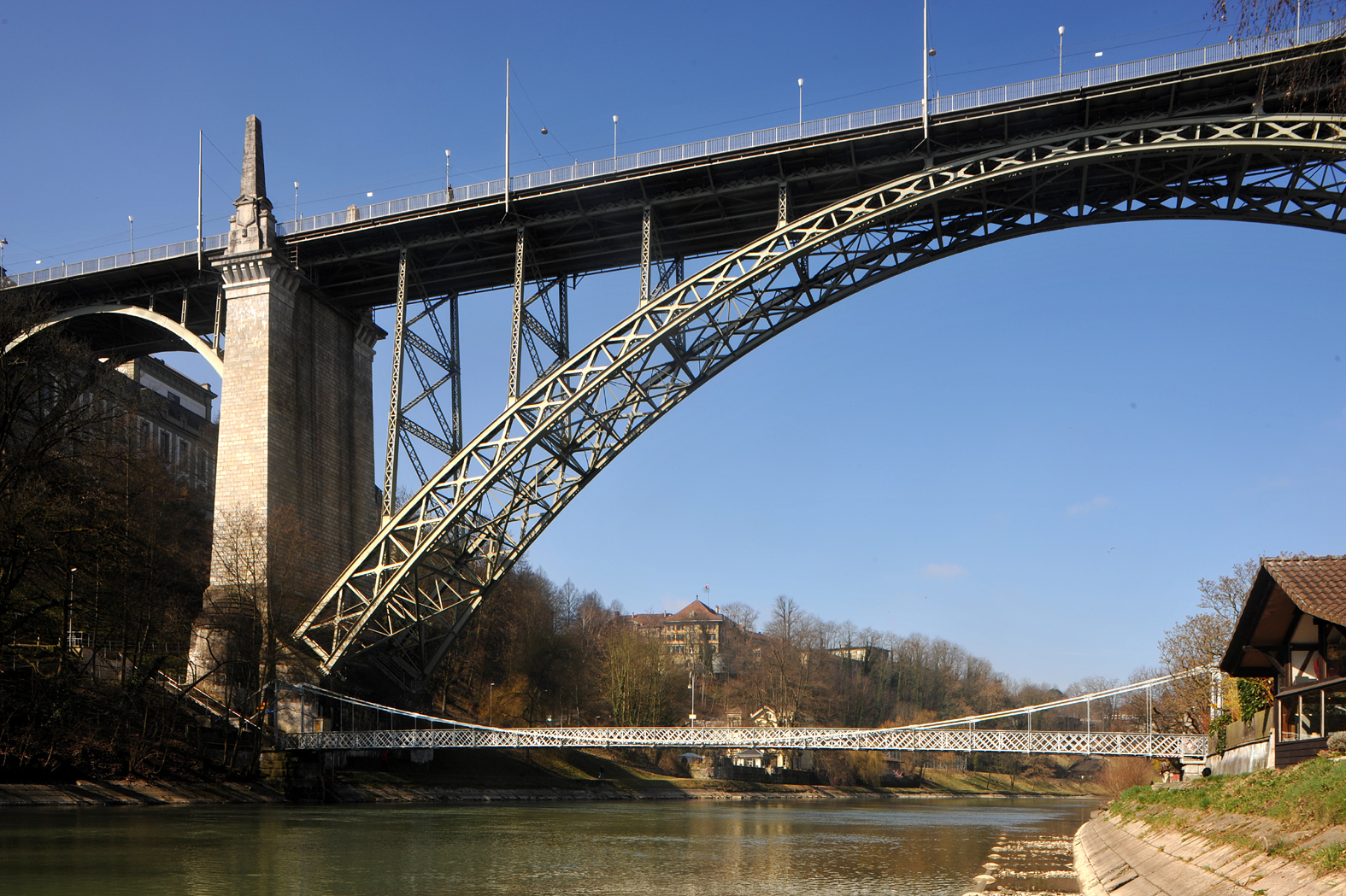
Altenbergsteg über die Aare unter Kornhausbrücke